# 實藤惠秀
實藤惠秀（1896年5月13日—1985年1月2日），是一名日本漢學家和中日關係研究者，早年於早稻田大學以研究中國留學生史獲得文學博士學位，之後多年來一直在其母校任職教授，並且從事中日文化交流的探討。他曾出版著譯專書80多種，發表大小論文800餘篇，是日本著名的「中國通」。他的兒子是中國研究者實藤遠。

## 早年生涯
1896年，實藤惠秀在廣島縣一個邊遠貧困的山村出生，其祖父是備受當地民眾尊崇的佛教淨土真宗的和尚，小學畢業後，實藤在長善寺接受僧侶的教育，取法號為「惠秀」。
1919年，當時已有23歲、比同班同學年長約七、八歲的實藤從廣島縣長善寺去東京修讀初中課程。1921年，實藤入讀剛成立的早稻田大學附屬第一高等學院，接受高級中學和大學預科的教育，並且在當時開始學習英語和漢語。
1923年，實藤考入早稻田大學文學院中國文學系（支那文學專攻），於1926年畢業。實藤與偏重中國古典文學（如古代詩詞歌賦和文言文）、相对輕視五四運動以來的中國新文學。与日本中國文學喜好者不同的是，他從中國古典文學的管道認識中國，也通過白話新文學去瞭解中國和中國社會文化，在大學三年裡，他接觸了魯迅翻譯的《一個青年的夢》、《愛羅先珂童話集》，周作人譯的《現代小說譯叢》、《點滴》，胡適的《中國哲學史大綱》、《嘗試集》、《胡適文存》第一集等文學著作。
1934年，日本中國文學學者竹內好、武田泰淳、增田涉、岡崎俊夫等人成立了「中國文學研究會」，實藤在後來加入。該研究會拒絕與受日本政府監督和影響的「大日本文學報國會」合作，不參加該會召開的被指意圖塑造大東亞認同、強制規範日本佔領地區的文學發展的大東亞文學者會議

## 戰時活動及言論
1938年9月，實藤受聘為日本外務省文化事業部特別研究員，有一年時間在中日戰爭期間被日本佔領的中國地區如北京、大連、瀋陽、南京、上海、廣州和香港等地收集有關中國人留學日本的史料，以便完成《留日史》一書，以及奉命以「特別研究員」的身份去「處理」佔領區內被指為「危險書刊」和「禁書」的大批有反日言論或共產主義思想的中文期刊和外文書籍。
戰時的實藤惠秀曾說過以下言論：
有熱愛這塊土地的民族，也有破壞這塊土地的民族。……中華民族是如何對待這塊土地的呢？很遺憾，不能說是愛護。……但中國的「山」，很可惜多是禿山；「河」也因此時時氾濫。這樣子是自然造成還是人為的呢？現在，只要憑人類的努力，禿山也可以綠化成林。這難道不是科學帶來的進步嗎？因此，從彌補不足、幫助後進的意義出發，日本向大陸的「進入」，應可認為是「天意」吧？
地球上的人類應當平等地利用地球上的一切資源。人與物的關係應該科學地進行探測，並且經過理論上的爭辯來加以界定。要發展經濟學的政治理論， 便必要創立「世界經濟學」。因為地球是屬於全人類的，說從哪裏到哪裏是屬於某一個民族的國土，這只不過是被地圖上的顏色所迷惑的近視觀點而已。地球上的「動產」（如都市、道路、運河、萬里長城等），可以算是屬於從事建設的民族，可是土地本身則不然，應該是屬於全人類的，愈往下挖，這一道理就愈清楚。
戰後，實藤對當時的言論作出反省：「（作為）研究現代中國的人，（我）卻不自覺被（當時的）政治口號迷惑！竟至如此無知！（一心想）成為一個現代中國研究專家的我，結果卻和一般日本人的見識一樣！」與實藤深交的美國默士達學院史學教授譚汝謙對此作出評論：「實藤認為他的對華主張是溫和的、科學的，並非擁護日本赤裸裸的軍國主義。他雖然沒有刻意炮製侵華辱華的言論，卻在日記流露自己十分紊亂的思路。」

## 學術成就
實藤惠秀在前日本首相田中角榮訪華、中日邦交正常化後開始編寫《日中非友好歷史》，並且在1973年出版。該書記錄近百年來日本侵華和辱華的歷史，當中包括留日學生在日本受欺凌壓迫的事蹟，又抄錄當時著名的「支那通」如市村瓚次郎、桑原隲藏、內藤湖南等言論，指出他們是如何誤解中國，以及是如何誤導日本民眾，其研究在日本算是一項拓荒業績。實藤惠秀強調，「如果不認清非友好的歷史，如果不徹底剷除非友好的根源，真正的友好不會來臨。」
實藤惠秀的另一拓荒業績為其另一代表作——《中國人留學日本史》，實藤使用大量第一手資料，詳述1896年至1937年間留學日本運動的緣起和演變、他們所參與的政治組織和革命等相關活動、與日本人的關係，以及對中國近代思想、政治、教育、文學、語言、翻譯、出版事業等方面的貢獻和影響。該書首次從別國史的角度研究中國的留學問題，被譽為研究19世紀末至20世紀前葉中日關係的重要參考書之一。美國漢學家費正清 、日裔學者蒲地典子（Noriko Kamachi）和政治外交史專家坂野正高等人都給予該書很高評價，認為是「資料及例證極為豐富之作」，嘉譽實藤惠秀視野寬廣，做了大量先驅性的拓荒工作。